# Bulldozer (film)
Pour les articles homonymes, voir Bulldozer (homonymie).
Pour plus de détails, voir Fiche technique et Distribution.
Bulldozer est un film canadien, sorti en 1974. Ce long métrage évoque la population québécoise qui est soumise et colonisée dans les années 70.Les scénaristes ont été en mesure de faire ressortir des éléments particulièrement crus, ce qui provoque beaucoup d'émotions et de réactions auprès des spectateurs. Plusieurs artistes ont travaillé sur ce projet, entre autres les scénaristes, Pierre Harel et Claudine Mofette et François Beauchemin aux images.

## Synopsis

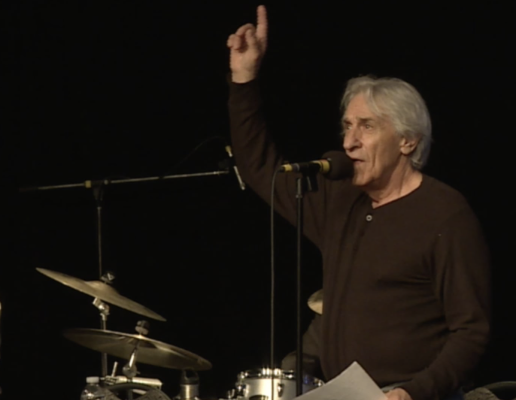
Pierre Harel (réalisateur)

L’histoire se déroule dans la région minière de l’Abitibi-Témiscamingue. Elle aborde explicitement la violence qui jaillit au quotidien au cœur d’un paysage de désolation. La famille Galarneau vivant loin de la ville, a bâti ses propres lois et ordres en marge de la société. Ce monde semble parfois être un cauchemar. Pinotte, personnage principal qui conduit un bulldozer, est attiré pas sa sœur Solange d’où il se retire l’envie de l’aimer en se sombrant dans l’alcool. Au cours d’une soirée au bar du petit village, Pinotte tue une danseuse et réussi à s’échapper de ceux qui lui en veulent. L'intrigue se résout avec l’action du frère et de la sœur qui font l’amour et du même jeune homme qui détruit le logis de sa famille avec son bulldozer juste avant de s’enlever la vie,.
Bulldozer est un film important dans la culture québécoise puisqu'il exprime le plus fidèlement, l'âme québécoise, l'âme de ce peuple de rien, de peu, ce peuple soumis, colonisé,.

## Fiche technique
- Réalisateur : Pierre Harel[4]
- Assistant réalisation: Pierre Lacombe
- Direction de production : Bernard Lalonde et Lyse Venne
- Scénaristes: Pierre Harel et Claudine Monfette
- Images: François Beauchemin, François Roux
- Prise de son: Rudy Bell, Guy Rhéaume
- Montage image: Pierre Harel, Pierre Lacombe
- Montage sonore: Yves Dion
- Musique: Offenbach[4]

## Distribution
- Yvan Ducharme : Mainchaude
- Eleonore: Eté
- Pauline Julien : Mignonne Galarneau[4]
- Raymond Lévesque : Bertrand Galarneau
- Claudine Monfette : Solange Galarneau, Mouffe
- Donald Pilon : Peanut Galarneau[4]
- André Saint-Denis : Gontrand Galarneau

## Société de distribution
- Film Mutuels[2] (Québec)

## Bande sonore
La bande sonore  de ce long métrage est entièrement conçue de contenu du groupe Offenbach.
« Il faut lire, par exemple, la narration de sa première rencontre à Saint-Jean-d’Iberville avec un groupe de musiciens qui en arrachaient, Offenbach. Il était à la recherche de musiciens pour écrire la musique de son film Bulldozer » - Le Devoir

## Citation
« Sorti en 1974 après trois ans de galère et de clandestinité, Bulldozer est aujourd'hui un film culte »- la presse 
« fait, un film trippant pour ceux qui ne voient pas d’inconvénient a assister au trip bien personnel du directeur, ce trip, rappelons-le, remontant à trois ans déjà et se trouvant par le fait même hors contexte» -Télé-radiomonde